# Peter Velits
Peter Velits (Bratislava, 21 febbraio 1985) è un ex ciclista su strada slovacco, professionista dal 2007 al 2016. Passista abile a cronometro, ma capace di buone prestazioni anche in salita, concluse secondo alla Vuelta a España 2010 (dopo la squalifica per doping di Ezequiel Mosquera).
È fratello gemello di Martin Velits, anch'egli ciclista professionista.

## Carriera
Debutta da professionista nel 2007, all'età di ventidue anni, con la formazione Professional Continental Wiesenhof-Felt; in quella stagione vince il Grand Prix de Fourmies e, due settimane dopo, il titolo di campione del mondo in linea Under-23 a Stoccarda. Nel 2008 si trasferisce tra le file del Team Milram; quell'anno partecipa al Giro del Delfinato, chiudendo ventunesimo, e al Tour de France, piazzandosi al 58º posto della classifica generale e all'ottavo in quella dei giovani. Conclude inoltre undicesimo alla Vattenfall Cyclassics.
Nella primavera del 2009 è decimo alla Milano-Sanremo e settimo alla Monte Paschi Strade Bianche. In giugno vince il Gran Premio del Canton Argovia, e giunge terzo e quarto in due tappe del Giro di Svizzera, concludendo la corsa in dodicesima posizione. In luglio disputa il Tour de France, arriva per due volte quinto e una volta settimo e termina la competizione in 32ª posizione, settimo tra i giovani; in agosto è invece quarto alla Clásica San Sebastián.
Per il 2010 si trasferisce al Team HTC-Columbia. Quell'anno è protagonista alla Vuelta a España: vince infatti la diciassettesima tappa, una cronometro con partenza e arrivo a Peñafiel, e in tal modo sale fino al terzo posto provvisorio nella classifica generale; poi, nelle tappa di Bola del Mundo, riesce a mantenere la posizione, respingendo gli attacchi di Fränk Schleck e di Joaquim Rodríguez. Al termine della passerella di Madrid può festeggiare il terzo posto finale, primo slovacco a salire sul podio in un Grande Giro.
Nel 2011 partecipa al Tour de France con ambizioni di classifica, ma non va oltre alcuni piazzamenti nei primi cinque di giornata e deve accontentarsi del diciannovesimo posto finale, staccato di 28'54" dal vincitore Cadel Evans. Al termine della stagione si accasa alla Omega Pharma-Quickstep, squadra World Tour belga. Nel 2012 vince il Tour of Oman e, per la prima volta, il titolo nazionale Elite a cronometro. È uno dei componenti del sestetto Omega Pharma-Quickstep che a Valkenburg e a Firenze si aggiudica i titolo mondiale nella cronometro a squadre 2012 e 2013. Nel 2014 si trasferisce alla BMC, vincendo il titolo nazionale a cronometro e, per la terza volta consecutiva, la cronometro a squadre al campionato del mondo di Ponferrada. Nelle due stagioni seguenti, sempre in maglia BMC, non ottiene particolari risultati, eccetto la vittoria nella cronometro a squadre di apertura della Vuelta a España 2015.
Rimasto senza contratto per il 2017, nel novembre 2016 annuncia il ritiro dall'attività.

## Palmarès
- 2002 (Juniores)

1ª tappa Heuvelland Tweedaagse
Classifica generale Corsa della Pace Juniores
- 2003 (Juniores)

3ª tappa Corsa della Pace Juniores (Roudnice nad Labem > Roudnice nad Labem)
4ª tappa, 2ª semitappa Corsa della Pace Juniores (Hohnstein > Hohnstein, cronometro)
Classifica generale Corsa della Pace Juniores
Campionati slovacchi, Prova in linea Juniores
Campionati slovacchi, Prova a cronometro Juniores
2ª tappa Tour de Lorraine (Piennes > Commercy)
Classifica generale Tour de Lorraine
- 2005 (Team Konica Minolta)

Campionati slovacchi, Prova a cronometro Under-23
6ª tappa Vuelta a Navarra (Lesaka > Pamplona)
- 2006 (Team Konica Minolta)

2ª tappa Giro del Capo (Durbanville > Durbanville)
Classifica finale Giro del Capo
Grand Prix Kooperativa
Campionati slovacchi, Prova a cronometro Under-23
2ª tappa Grand Prix Tell (Kriens > Kriens)
- 2007 (Team Wiesenhof-Felt, due vittorie)

Grand Prix de Fourmies
Campionati del mondo, Prova in linea Under-23
- 2009 (Team Milram, una vittoria)

Gran Premio del Canton Argovia
- 2010 (Team HTC-Columbia, una vittoria)

17ª tappa Vuelta a España (Peñafiel > Peñafiel, cronometro)
- 2012 (Omega Pharma-Quickstep Cycling Team, due vittorie)

Classifica generale Tour of Oman
Campionati slovacchi, Prova a cronometro
- 2013 (Omega Pharma-Quickstep Cycling Team, due vittorie)

Campionati slovacchi, Prova a cronometro
- 2014 (BMC Racing Team, due vittorie)

Campionati slovacchi, Prova a cronometro

### Altri successi
- 2003 (Juniores)

Classifica a punti Corsa della Pace Juniores
Classifica a punti Tour de Lorraine
- 2010 (Team HTC-Columbia)

1ª tappa Vuelta a España (Siviglia, cronosquadre)
- 2012 (Omega Pharma-Quickstep Cycling Team)

Campionati del mondo, Cronosquadre
- 2013 (Omega Pharma-Quickstep Cycling Team)

Campionati del mondo, Cronosquadre
- 2014 (BMC Racing Team)

Campionati del mondo, Cronosquadre
- 2015 (BMC Racing Team)

1ª tappa Vuelta a España (Puerto Banús > Marbella, cronosquadre)

## Piazzamenti

### Grandi Giri
- Tour de France

2008: 58º
2009: 32º
2011: 19º
2012: 27º
2013: 25º
2014: 27º
- Vuelta a España

2010: 2º
2015: non partito (18ª tappa)

### Classiche monumento
- Milano-Sanremo

2009: 10º
2010: ritirato
2011: ritirato
2012: 119º
2014: ritirato
- Parigi-Roubaix

2009: ritirato
2011: ritirato
- Liegi-Bastogne-Liegi

2008: 100º
2009: 59º
2010: 105º
2014: 120º
- Giro di Lombardia

2009: ritirato
2010: ritirato
2011: ritirato
2013: ritirato

### Competizioni mondiali
- Campionati del mondo

Zolder 2002 - Cronometro Juniores: 41º
Zolder 2002 - In linea Juniores: 65º
Hamilton 2003 - Cronometro Juniores: 14º
Hamilton 2003 - In linea Juniores: 32º
Verona 2004 - Cronometro Under-23: 39º
Verona 2004 - In linea Under-23: ritirato
Madrid 2005 - In linea Under-23: 48º
Salisburgo 2006 - Cronometro Under-23: 38º
Salisburgo 2006 - In linea Under-23: 22º
Stoccarda 2007 - Cronometro Under-23: 15º
Stoccarda 2007 - In linea Under-23: vincitore
Varese 2008 - In linea Elite: ritirato
Mendrisio 2009 - In linea Elite: 100º
Melbourne 2010 - Cronometro Elite: 32º
Melbourne 2010 - In linea Elite: 74º
Copenaghen 2011 - In linea Elite: 68º
Limburgo 2012 - Cronosquadre: vincitore
Limburgo 2012 - Cronometro Elite: 34º
Limburgo 2012 - In linea Elite: ritirato
Toscana 2013 - Cronosquadre: vincitore
Toscana 2013 - In linea Elite: ritirato
Ponferrada 2014 - Cronosquadre: vincitore
Ponferrada 2014 - In linea Elite: 87º